# Phanomorpha marmaropa
Phanomorpha marmaropa là một loài bướm đêm trong họ Crambidae.